# Hans Villiger (Politiker, 1892)
Hans Villiger (* 7. November 1892 in Pfeffikon LU; † 14. Juli 1983 ebenda; heimatberechtigt in Sins und Pfeffikon) war ein Schweizer Industrieller und Politiker (FDP). Er war der Onkel von Heinrich und Kaspar Villiger. Zwischen 1955 und 1963 war er Mitglied des Grossrat des Kantons Luzern.

## Leben
Villiger war der älteste Sohn von Jean und Louise Villiger-Ottiger, den Gründern der Villiger Söhne. Von 1919 bis 1953 präsidierte der kinderlose Fabrikant die Familien-Holding. Zwischen 1955 und 1963 war er Mitglied des Luzerner Grossrats (heute Kantonsrat) für die freisinnige Partei (FDP). Seine Neffen sind Heinrich und Kaspar Villiger.